# Patrick Baum
Patrick Baum (ur. 23 czerwca 1987 w Wormacji) – niemiecki tenisista stołowy, dwukrotny wicemistrz świata, medalista mistrzostw Europy.

## Sukcesy
Na podstawie.

### Mistrzostwa świata
- 2012 – srebrny medal (drużynowo)
- 2010 – srebrny medal (drużynowo)

### Mistrzostwa Europy
- 2015 – srebrny medal (drużynowo)
- 2013 – złoty medal (drużynowo)
- 2011 – srebrny medal (gra pojedyncza)
- 2011 – złoty medal (drużynowo)
- 2010 – srebrny medal (gra pojedyncza)
- 2010 – złoty medal (drużynowo)
- 2009 – złoty medal (drużynowo)
- 2008 – złoty medal (drużynowo)